# Chăm Pa
Champa (tiếng Phạn: चम्पा, Tiếng Trung: 占婆 Chiêm Bà, tiếng Chăm: ꨌꩌꨚ) hay Chiêm Thành (占城) là một quốc gia cổ từng tồn tại độc lập liên tục qua các thời kỳ từ năm 192 đến năm 1832. Cương vực của Chăm Pa lúc mở rộng nhất tương ứng với miền Trung Việt Nam ngày nay, trải dài từ dãy núi Hoành Sơn, Quảng Bình ở phía Bắc cho đến Bình Thuận ở phía nam và từ biển Đông cho đến tận miền núi phía tây của nước Lào ngày nay.
Qua một số danh xưng Lâm Ấp, Panduranga, Chăm Pa trên phần đất nay thuộc miền Trung Việt Nam. Văn hóa Chăm Pa chịu ảnh hưởng của văn hóa Ấn Độ và Java, đã từng phát triển rực rỡ với những đỉnh cao nghệ thuật là phong cách Đồng Dương và phong cách Mỹ Sơn  mà nhiều di tích đền tháp và các công trình điêu khắc đá, đặc biệt là các hiện vật có hình linga vẫn còn tồn tại cho đến ngày nay, cho thấy ảnh hưởng của Ấn Độ giáo và Phật giáo là hai tôn giáo chính của chủ nhân vương quốc Chăm Pa khi xưa.
Chăm Pa hưng thịnh nhất vào thế kỷ 9 và 10 và sau đó dần dần suy yếu dưới sức ép của các vương triều Đại Việt từ phía Bắc và các cuộc chiến tranh với Đế quốc Khmer. Năm 1471, Chăm Pa chịu thất bại nặng nề trước Đại Việt và bị mất phần lớn lãnh thổ phía bắc vào Đại Việt. Phần lãnh thổ còn lại của Chăm Pa bị chia nhỏ thành các tiểu quốc, và sau đó tiếp tục dần dần bị các chúa Nguyễn thôn tính và đến năm 1832 toàn bộ vương quốc chính thức bị sáp nhập vào Việt Nam dưới triều vua Minh Mạng.

## Lịch sử
Lịch sử vương quốc Chăm Pa được khôi phục dựa trên ba nguồn sử liệu chính:
- Các di tích còn lại bao gồm các công trình đền tháp xây bằng gạch còn nguyên vẹn cũng như đã bị phá hủy và cả các công trình chạm khắc đá.
- Các văn bản còn lại bằng tiếng Chăm và tiếng Phạn trên các bia và bề mặt các công trình bằng đá
- Các sách sử của Việt Nam và Trung Quốc, các văn bản ngoại giao, và các văn bản khác liên quan còn lại.

Vương quốc Chăm Pa không phải là một quốc gia có thể chế chính trị "Trung ương tập quyền" mà là một dạng nhà nước liên bang gồm tộc người Chăm theo Đạo Bàlamôn, Phật giáo và Hồi giáo chiếm đa số và một số tộc người nhỏ hơn ở vùng núi Đêga Tây Nguyên điển hình cùng ngôn ngữ như Êđê, Giarai đã từng là cư dân vùng trung Chămpa duy trì tín ngưỡng dân gian Nam Đảo bản địa, nay hầu hết chuyển sang Kitô giáo từ giữa thế kỷ 19. Có những nguồn tài liệu cho biết Chăm Pa có thể được kết hợp từ bốn tiểu quốc là Amaravati, Vijaya, Kauthara và Panduranga. Mỗi tiểu quốc đều có thể chế chính trị theo hình thức tự trị và có quyền ly khai khỏi liên bang để xây dựng quốc gia riêng độc lập. Vương quốc Chăm Pa đã trải qua nhiều triều đại với nhiều lần dời đô từ Bắc vào Nam và ngược lại.
Theo sử thi người Chăm, dân tộc chính của Chăm Pa là tộc người Chăm được chia thành hai nhóm: Chăm ở phía bắc và Chăm ở phía nam. Nhóm Nam Chăm thuộc bộ tộc Cau (Kramuta Vanusa) và nhóm Bắc Chăm thuộc bộ tộc Dừa (Naeikela Vanusa). Hai bộ tộc này vừa liên minh với nhau, vừa cạnh tranh nhau quyền đứng đầu Vương quốc Chăm Pa.

### Thời tiền sử
Người dân Chăm Pa có nguồn gốc Mã Lai-Polynesia di cư đến đất liền Đông Nam Á từ Borneo vào thời đại văn hóa Sa Huỳnh ở thế kỷ 1 và 2 trước Công nguyên. Qua quan sát đồ đất nung, đồ thủ công và đồ tùy táng đã phát hiện thấy có một sự chuyển đổi liên tục từ những địa điểm khảo cổ như hang động Niah ở Sarawak, Đông Malaysia. Các địa điểm văn hóa Sa Huỳnh rất phong phú đồ sắt trong khi nền văn hóa Đông Sơn cùng thời kỳ ở miền Bắc Việt Nam và các nơi khác trong khu vực Đông Nam Á lại chủ yếu là đồ đồng. Ngôn ngữ Chăm thuộc ngữ hệ Nam Đảo.

### Văn hóa Sa Huỳnh
Văn hóa Sa Huỳnh là xã hội tiền sử thuộc thời đại kim khí tại khu vực ven biển miền Trung Việt Nam. Năm 1909, đã phát hiện khoảng 200 lọ được chôn ở Sa Huỳnh, một làng ven biển ở nam Quảng Ngãi. Từ đó đến nay đã phát hiện được rất nhiều hiện vật ở khoảng 50 địa điểm khảo cổ. Sa Huỳnh có đặc điểm văn hóa thời đại đồ đồng rất đặc trưng với phong cách riêng thể hiện qua các hiện vật như rìu, dao và đồ trang sức. Việc định tuổi theo phương pháp phóng xạ cacbon đã xếp văn hóa Sa Huỳnh đồng thời với văn hóa Đông Sơn, tức khoảng thiên niên kỷ 1 trước Công nguyên. Người Chăm bắt đầu cư trú tại đồng bằng ven biển miền Trung Việt Nam từ khoảng năm 200. Lúc này người Chăm đã tiếp thu các yếu tố của văn hóa tôn giáo và chính trị của Ấn Độ. Các nghiên cứu khảo cổ học của các tác giả Việt Nam đã cho thấy người Chăm chính là hậu duệ về mặt ngôn ngữ và văn hóa của người Sa Huỳnh cổ. Các hiện vật khảo cổ của người Sa Huỳnh đã cho thấy họ đã là những người thợ thủ công rất khéo tay và đã sản xuất ra nhiều đồ trang sức và vật dụng trang trí bằng đá và thủy tinh. Phong cách trang sức Sa Huỳnh còn phát hiện thấy ở Thái Lan, Đài Loan và Philippines cho thấy họ đã buôn bán với các nước láng giềng ở Đông Nam Á cả bằng đường biển và đường bộ. Các nhà khảo cổ cũng quan sát thấy các hiện vật bằng sắt đã được người Sa Huỳnh sử dụng trong khi người Đông Sơn láng giềng vẫn còn chủ yếu sử dụng đồ đồng.

### Lâm Ấp (192 - 757)
Theo sử liệu Trung Quốc, quốc gia cổ Chăm Pa đã được biết đến đầu tiên với sự ra đời và tồn tại của Vương triều Sinhapura hay còn gọi là vương quốc Lâm Ấp (Liu) mà vị vua đầu tiên là Khu Liên, bắt đầu từ năm 192 ở khu vực Huế ngày nay, sau cuộc khởi nghĩa của người dân địa phương chống lại nhà Hán. Trong nhiều thế kỷ sau đó, quân đội Trung Quốc đã nhiều lần cố gắng chiếm lại khu vực này nhưng không thành công. Vào thế kỷ 4, từ nước láng giềng Phù Nam ở phía tây và nam, Lâm Ấp nhanh chóng hấp thu nền văn minh Ấn Độ. Đây chính là giai đoạn mà người Chăm đã bắt đầu có các văn bản mô tả trên đá bằng chữ Phạn và bằng chữ Chăm, và họ đã có bộ chữ cái hoàn chỉnh để ghi lại tiếng nói của người Chăm.
Vị vua đầu tiên được mô tả trong văn bia là Bhadravarman, cai trị từ năm 349 đến 361 ở kinh đô Kandapurpura (Phật Thệ) thuộc Huế ngày nay. Tại thánh địa Mỹ Sơn, vua Bhadravarman đã xây dựng nên ngôi đền thờ thần có tên là Bhadresvara, cái tên là sự kết hợp giữa tên của nhà vua và tên của thần Shiva, vị thần của các thần trong Ấn Độ giáo. Việc thờ vua như thờ thần, chẳng hạn như thờ với tên thần Bhadresvara hay các tên khác vẫn tiếp diễn trong các thế kỷ sau đó.
Đầu năm 2013, các nhà khảo cổ công bố phát hiện khu di tích thành cổ tại làng Viên Thành, thôn Trung Đông, xã Duy Trung, huyện Duy Xuyên. Đoạn tường thành dài khoảng 20 m, bề ngang 2 m đắp bằng đất sét; cùng các hiện vật khác như Kendi. Nhóm khảo cổ nhận định đây là khu thành bao bọc quanh kinh đô Sinhapura của Vương quốc Chăm Pa, được xây dựng khoảng thế kỷ 4-5.
Vào khoảng những năm 620, các vua Lâm Ấp đã cử nhiều sứ thần sang nhà Đường và xin được làm nước phiên thuộc của Trung Quốc. Các tài liệu Trung Quốc ghi nhận cái chết của vị vua cuối cùng của Lâm Ấp là vào khoảng năm 756. Vào cuối thời kỳ này, sử sách Trung Quốc vẫn ghi Chăm Pa là Lâm Âp, tuy nhiên, những cái tên như vậy đã được người Chăm sử dụng muộn nhất là đến năm 629, và người Khmer đã dùng muộn nhất là đến năm 657.
Sách sử Trung Hoa như sách Thông điển còn ghi nhận một loạt các quốc gia phía Nam Lâm Ấp như Tây Đồ (Trà Kiệu), Ba Liêu (Châu Sa), Khuất Đồ Kiển (Kauthara)...

### Hoàn Vương (757 - 859)
Vào năm 757, trung tâm chính trị của Chăm Pa đã chuyển từ Trà Kiệu xuống khu vực Panduranga và Kauthara, với kinh đô Virapura gần Phan Rang ngày nay và thánh địa tôn giáo ở quanh quần thể đền tháp là Tháp Po Nagar ở Nha Trang ngày nay nơi để thờ nữ thần đất Yan Po Nagar. Năm 774, người Java đã phá hủy Kauthara, đốt đền thờ Po Nagar, và mang đi tượng Shiva. Vua Chăm là Satyavarman đã đuổi theo quân giặc và đánh bại chúng trong một trận thủy chiến. Năm 781, Satyavarman đã dựng bia tại Po Nagar, tuyên bố đã chiến thắng và kiểm soát toàn bộ khu vực và đã dựng lại đền. Năm 787, người Java tấn công kinh đô Virapura và đốt phá đền thờ Shiva ở gần Panduranga.

### Chiêm Thành-Champa (875 - 1471)
Năm 875, vua Indravarman II đã xây dựng nên triều đại mới ở Indrapura (làng Đồng Dương, huyện Thăng Bình, Quảng Nam ngày nay). Indravarman là vị vua Chăm đầu tiên theo Phật giáo Đại thừa và xem đây là tôn giáo chính thức. Ở trung tâm của Indrapura, ông đã xây dựng một tu viện Phật giáo (vihara) để thờ Bồ Tát Quán Thế Âm (Avalokiteśvara). Các vua của triều đại Indrapura đã xây dựng ở Mỹ Sơn một số đền tháp vào thế kỷ 9 và 10. Thời kỳ Phật giáo ảnh hưởng ở Chăm Pa kết thúc năm 925, bắt đầu nhường bước với sự phục hồi của đạo thờ thần Siva, với sự chuyển đổi tôn giáo từ Phật giáo trở về Siva giáo vào khoảng thế kỷ 10, trung tâm tôn giáo của người Chăm cũng chuyển từ Đồng Dương trở về Mỹ Sơn, đây là thời kỳ văn minh Chăm Pa đạt đến đỉnh cao. Các yếu tố dẫn đến sự suy yếu của Chăm Pa ở các thế kỷ sau này chính là ở vị trí lý tưởng nằm trên các tuyến thương mại, dân số ít và thường xuyên có chiến tranh với các nước láng giếng là Đại Việt ở phía Bắc và Chân Lạp ở phía tây nam. Các cuộc chiến tranh với Chân Lạp đã dẫn tới có hai giai đoạn Chăm Pa thuộc sự cai trị của người Khmer, đó là các giai đoạn 1145–1149 và giai đoạn 1190-1220, tiếp đó là cuộc chiến thành công chống lại đạo quân xâm lược của đế quốc Nguyên Mông vào năm 1283 do tướng Toa Đô (Sogetu) cầm đầu với ý định chiếm nơi đây làm bàn đạp tấn công Đại Việt . Tuy nhiên dấu ấn mạnh nhất vẫn là các cuộc chiến tranh với Đại Việt, không như các cuộc chiến với Chân Lạp và Trung Quốc, những cuộc chiến tranh với người Việt đã làm vương quốc Chăm Pa lần lượt mất lãnh thổ và dần suy yếu dẫn tới sụp đổ.

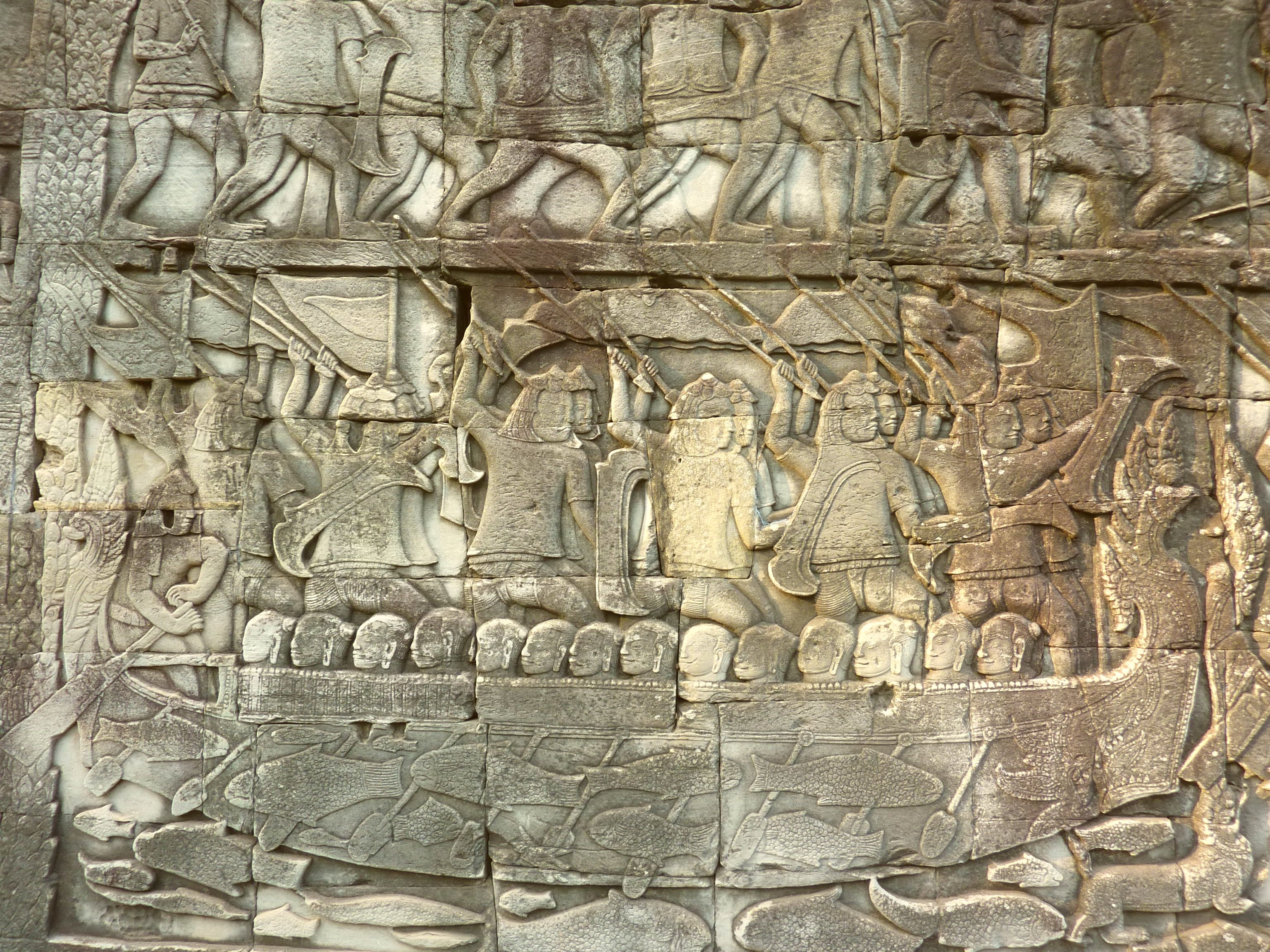
Bức phù điêu mô tả trận thủy chiến trên hồ Tonle Sap giữa thủy binh Rang Đê (Degar) và Champa với quân Khmer cuối năm 1177 tại đền Bayon -Siêm Riệp).

Năm 939 người Việt đã giành được độc lập từ tay người Trung Quốc. Năm 982, vua Lê Hoàn của Đại Cồ Việt mở cuộc nam chinh đầu tiên, quân Đại Việt đã đánh chiếm và tàn phá kinh đô Indrapura, giết vua Parameshvaravarman. Họ mang về nước rất nhiều nhạc công và vũ công Chăm, chính những người này về sau đã ảnh hưởng đến sự phát triển nghệ thuật của Đại Việt. Do hậu quả để lại của việc tàn phá, người Chăm đã rời bỏ Indrapura vào khoảng năm 1000. Trung tâm của Chăm Pa được chuyển xuống Vijaya ở phía nam nằm trên đất tỉnh Bình Định ngày nay mà người Việt bắt đầu gọi là Đồ Bàn hoặc Chà Bàn. Trong 5 thế kỷ tiếp theo giữa Chăm Pa và Đại Việt đã xảy ra rất nhiều các cuộc chiến tranh, Chăm Pa đã chịu các đợt tấn công của Đại Việt năm 1021, 1026, 1044. Tiếp đó, vào năm 1069 quân Việt tấn công Chăm Pa. Vua Rudravarman bị bắt làm tù binh và sau đó đã đổi ba châu Địa Lý, Ma Linh và Bố Chính ở phía bắc gần biên giới với Đại Việt để lấy tự do. Vào năm 1307 khi quan hệ giữa Cham Pa và Đại Việt tương đối tốt đẹp, vua Jaya Simhavarman III (Chế Mân), đã nhượng hai châu Ô, Lý ở phía bắc cho Đại Việt làm sính lễ để cưới công chúa Huyền Trân nhà Trần. Sau sự kiện này, Chăm Pa chỉ còn lại lãnh thổ từ sông Thu Bồn trở vào.
Vị vua hùng mạnh cuối cùng của người Chăm là Che Bonguar (Chế Bồng Nga) lên ngôi năm 1360. Từ năm 1371 đến năm 1389, ông tổ chức nhiều cuộc tấn công ra Thăng Long kinh đô của Đại Việt. Ông chết trong lần tấn công cuối cùng năm 1389 và một vị tướng của ông là La Ngai (La Khải) rút về Vijaya để lên ngôi thay thế. Sau thời kỳ Chế Bồng Nga, đến lượt Chăm Pa liên tục bị các vương triều Đại Việt tấn công và bị mất dần lãnh thổ. Sau các cuộc tấn công vào các năm 1402 và 1446, tới năm 1471 vua Lê Thánh Tông chỉ huy tấn công Chăm Pa, phá hủy kinh đô Vijaya, vua Chăm là Trà Toàn bị bắt sống và chết trên đường tới Thăng Long. Lê Thánh Tông đã sáp nhập các địa khu Amaravati và Vijaya và lập nên thừa tuyên Quảng Nam.
Theo sử Việt Nam, sau khi mất vùng Vijaya, một tướng Chăm là Bô Trì Trì chạy vào nam chiếm vùng Panduranga xưng làm vua của người Chăm xin nộp cống xưng thần với Đại Việt. Vua Lê Thánh Tông cũng phong vương cho tiểu vương xứ Kauthara (Hoa Anh) tức là vùng đất tỉnh Phú Yên và Khánh Hòa ngày nay và nước Nam Bàn (sau này là hai nước Thủy Xá và Hỏa Xá mà ngày nay là đất các tỉnh Gia Lai, Kon Tum và Đăk Lăk tức miền đất Tây Nguyên). Chính thất bại này đã dẫn đến việc người Chăm lần đầu tiên di cư với số lượng lớn sang Campuchia và Malacca.

### Hoa Anh-Kauthara (1471 - 1611)
Người được vua Lê Thánh Tông phong vương xứ Kauthara (Hoa Anh) là Bàn La Trà Duyệt. Bàn La Trà Duyệt từng là đại quan trong triều đình Maha Vijaya. Bàn La Trà Duyệt ngầm xây dựng lực lượng nhằm giành lại Vijaya, mặt khác sai sứ sang nhà Minh trợ giúp, tuy nhiên bị thất bại và bị quân Lê Thánh Tông bắt vào năm 1490, đưa Trai Á Ma Phất Am (Jayavarman) lên ngôi vua Hoa Anh.
Năm 1578, Lương Văn Chánh là tướng của chúa Nguyễn Hoàng cầm quân tiến vào Kauthara, vây và hạ Thành Hồ – thành kiên cố và đồ sộ nhất trong lịch sử Champa, nằm tại huyện Phú Hòa, phía Tây thành phố Tuy Hòa ngày nay - đẩy họ về cương giới cũ ở phía Nam đèo Cả. Trận đánh chỉ mới nhằm lập lại trật tự cũ, tuy nhiên Lương Văn Chánh cũng đã tiến thêm một bước trong việc đưa dân lưu tán vào khai khẩn miền đất này, rải rác từ phía Nam đèo Cù Mông đến đồng bằng sông Đà Diễn. Trong khoảng 3 năm cuối thế kỷ XVI và đầu thế kỉ XVII, Panduranga từ phía Nam nhiều lần tái chiếm Kauthara, đuổi người Việt khỏi miền đất này.
Năm 1611, chúa Nguyễn Hoàng đã cử một viên tướng người Chăm, mà sử Việt gọi là Văn Phong, đánh chiếm hai huyện Đồng Xuân và Tuy Hoa để lập ra phủ Phú Yên, sau đổi thành dinh Trấn Biên. Sang năm 1653, nhân việc vua Chăm Pa là Po Nraop (Bà Tấm) quấy phá biên giới phía nam, chúa Nguyễn Phúc Tần đã gởi một đoàn quân sang tấn công Chăm Pa, tiến đến sông Phan Rang, bắt được vua Po Nraop đưa về Huế. Trên vùng đất cũ của tiểu vương quốc Kauthara chúa Nguyễn Phúc Tần lập ra hai phủ là Thái Khang (nay là Ninh Hòa và Vạn Ninh) và Diên Ninh (nay là Diên Khánh, Nha Trang, Cam Lâm và Cam Ranh). Vậỵ là vào năm 1653 Kauthara hoàn toàn bị sáp nhập vào lãnh thổ Đại Việt. Kauthara thất thủ, đền Po Nagar ở Nha Trang lọt vào vòng kiểm soát của nhà Nguyễn. Chính vì thế, vua Champa quyết định rước tượng Po Ina Nagar về Phan Rang để được thờ phụng trong một đền ở Mông Đức gần làng Hữu Đức (Phan Rang) bây giờ.

### Panduranga (1611 - 1698)
Phần đất còn lại của vương quốc Chăm Pa từ sau năm 1471 mà sách sử người Việt gọi là Chiêm Thành chỉ từ đèo Cả ngày nay trở về nam, gồm hai địa khu Kauthara và Panduranga. Năm 1594 vua Chăm là Po At đã gửi lực lượng sang giúp sultan xứ Johor tấn công quân Bồ Đào Nha ở Malacca.
Năm 1611 Nguyễn Hoàng đã thực hiện cuộc Nam tiến đầu tiên sau khi trấn giữ Thuận Quảng. Tiến chiếm đất từ đèo Cù Mông (bắc Phú Yên) đến đèo Cả (bắc Khánh Hòa) của vương quốc Chăm Pa khi đó đã suy yếu rất nhiều, lập thành phủ Phú Yên gồm hai huyện Tuy Hòa và Đồng Xuân, giao cho Văn Phong trấn giữ.
Năm 1629, Văn Phong liên kết với người Chăm Pa nổi lên chống lại chúa Nguyễn. Chúa Sãi cử Phó tướng Nguyễn Hữu Vinh đem quân dẹp yên, và đổi phủ Phú Yên thành dinh Trấn Biên.
Năm 1631, chúa gả con gái là Ngọc Khoa (có sách gọi là Ngọc Hoa) cho vua Chăm Pa là Po Rome. Cuộc hôn phối này làm quan hệ Việt - Chăm diễn ra tốt đẹp
Năm 1653, Bà Thấm quấy nhiễu ở đất Phú Yên, chúa Hiền cho 3000 quân sang đánh, quân Nguyễn hạ được thành. Bà Thấm trốn chạy, sau phải dâng thư xin hàng, vùng phía đông sông đến địa đầu Phú Yên (Dega Tây Nguyên) (vùng Kauthara) bị mất vào tay chúa Nguyễn, chỉ còn phần phía tây sông (vùng Panduranga) là thuộc về Chăm Pa.
Tới năm 1693, tướng Nguyễn Hữu Cảnh tấn công vào Panduranga, bắt vua Po Sout đưa về Phú Xuân và đưa em trai của Po Sout là Po Saktiray Da Patih (Kế Bà Tử) lên làm vua, Panduranga được đổi thành Thuận Thành Trấn và vua Chăm được gọi là Trấn Vương cai trị Thuận Thành Trấn với sự giám sát chặt chẽ của các quan lại của chúa Nguyễn. Chế độ tự trị này được duy trì cho đến tận năm 1838 qua các đời chúa Nguyễn, thời Tây Sơn và thời kỳ đầu triều đại nhà Nguyễn. Tuy nhiên, các đời chúa Chăm sau Po Saktiray Da Patih không còn duy trì được mối quan hệ trực tiếp với các chúa Nguyễn và mọi công việc của Thuận Thành Trấn được tiến hành thông qua phủ Bình Thuận.

### Thuận Thành Trấn (1693 - 1832)
Ngay sau khi Minh Mạng lên ngôi, ông phân bố lại hành chính, chia Bình Thuận trấn thành 2 phủ Ninh Thuận và Hàm Thuận. Minh Mạng hạn chế hơn nữa quyền lực của hoàng gia Chăm. Năm 1822, Chánh Chưởng (Cơng Can), vị vua cuối cùng của Champa rời kinh đô Bal Canar (Tịnh Mỹ - Phan Rí) lưu vong tại Campuchia.
Năm 1832 người Chăm lại nổi dậy chống lại vua Minh Mạng nhân dịp có cuộc khởi nghĩa Lê Văn Khôi ở phía nam nhưng không thành công. Chính quyền tự trị hạn chế của người Chăm chấm dứt tồn tại vào năm 1832, khi Hoàng đế Minh Mạng đổi Thuận Thành thành phủ Ninh Thuận và đặt quan lại cai trị trực tiếp. Lịch sử vương quốc Chăm Pa chính thức dừng lại ở đây.
Lịch sử miền đất Đêga Tây Nguyên ngày nay sau khi tách khỏi lịch sử Chăm Pa vào năm 1471 còn chưa được các học giả quan tâm nghiên cứu. Mối quan hệ lịch sử giữa Chăm Pa (trước thời Lê), Nam Bàn (thời Lê) và hai nước Thủy Xá, Hóa Xá (thời Nguyễn) còn chưa được chứng minh. Tuy nhiên theo Cương mục thì vua Lê Thánh Tông phong cho dòng dõi chúa Chăm Pa làm Nam Bàn quốc vương, đây là một quốc gia cổ sơ khai của người Giarai và Ê đê và đất đai Nam Bàn chính là đất phụ thuộc Chăm Pa xưa (trước thời Lê) và vào thời Nguyễn đấy chính là đất của hai nước Thủy Xá và Hỏa Xá (tức Đêga Tây Nguyên ngày nay). Sau khi Chăm Pa bị sáp nhập hoàn toàn vào Việt Nam thì hai nước Thủy Xá và Hỏa Xá của người Êđê và Giarai tức miền đất Dega Tây Nguyên ngày nay vẫn giữ được độc lập nhưng trở thành phiên thuộc của nhà Nguyễn cho đến thời Pháp thuộc.

## Địa lý

### Cương vực
Từ thế kỷ 10 đến thế kỷ 15, lãnh thổ của vương quốc Chăm Pa có nhiều biến động về biên giới phía bắc với Đại Việt. Lãnh thổ Chăm Pa ban đầu là vùng mà ngày nay bao gồm các tỉnh từ Quảng Bình, Quảng Trị cho đến Ninh Thuận, Bình Thuận. Đến năm 1069, vua Rudravarman (Chế Củ) của Chăm Pa đã nhượng ba châu Địa Lý (Lệ Thủy, Quảng Ninh tỉnh Quảng Bình ngày nay), Ma Linh (Bến Hải, Quảng Trị ngày nay) và Bố Chính (các huyện Quảng Trạch, Bố Trạch, Tuyên Hóa, Minh Hóa tỉnh Quảng Bình ngày nay) cho vua Lý Thánh Tông của Đại Việt và lãnh thổ Chăm Pa chỉ còn từ nam Quảng Trị ngày nay trở xuống. Đến năm 1306, vua Jayasimhavarman III (Chế Mân) nhượng hai châu Ô, Lý cho nhà Trần. Nhà Trần đổi hai châu này thành hai châu Thuận và châu Hóa nay là vùng từ nam Quảng Trị cho đến Đà Nẵng, Điện Bàn. Đến năm 1471, vua Lê Thánh Tông sau khi đánh bại quân Chiêm và sáp nhập phần lớn lãnh thổ Chiêm đã xác lập lãnh thổ Chiêm chỉ bao gồm các tỉnh Phú Yên – Khánh Hòa và Ninh Thuận – Bình Thuận ngày nay.
Về phía tây, tuy lãnh thổ Chăm Pa bao gồm cả Tây Nguyên và đôi khi còn mở rộng sang tận Lào ngày nay, nhưng người Chăm vẫn duy trì lối sống của những người đi biển với các hoạt động thương mại đường biển, và chỉ định cư ở khu vực đồng bằng ven biển miền Trung Việt Nam. Năm 1471, vua Lê Thánh Tông tách phần đất thuộc Tây Nguyên ngày nay thành nước Nam Bàn thành tiểu quốc gia sơ khai riêng cho người Giarai và Êđê cách gọi của tiểu quốc này bằng tiếng bản xứ là Lăn Čar Dega (Lăn Char Dega) và từ đây miền đất Tây Nguyên này không còn thuộc cương vực của Chăm Pa cổ.

### Các địa khu
Kể từ năm 757, trên lãnh thổ Champa hiện diện 5 địa khu với tên gọi phát xuất từ lịch sử Ấn Độ. Vị trí và cương vực của mỗi lãnh địa như sau:
- Indrapura (757 - 1471): Nay là làng Đồng Dương, huyện Thăng Bình, tỉnh Quảng Nam.
- Amaravati (757 - 1471): Nay là thành phố Đà Nẵng và tỉnh Quảng Nam. Địa khu này có hai trung tâm là thành phố Indrapura nằm ở khu vực Đồng Dương, thuộc địa phận huyện Thăng Bình, tỉnh Quảng Nam và thành phố Sinhapura nằm ở Trà Kiệu huyện Duy Xuyên, Quảng Nam ngày nay. Và thánh địa Mỹ Sơn nằm ở cách Trà Kiệu khoảng 25 km về hướng tây nam, nơi vẫn còn nhiều di tích đền tháp của người Chăm. Địa khu này lúc mở rộng nhất còn bao gồm 5 châu: Bố Chính, Địa Lý, Ma Linh, và Ô, Rí mà sau này sáp nhập vào Đại Việt qua hai đợt, tương ứng với thừa tuyên Thuận Hóa, ngày nay là các tỉnh Quảng Bình, Quảng Trị, và Thừa Thiên–Huế.
- Vijaya (757 - 1471): Tiếng bản xứ Êđê gọi là Buôn Prong Vijaya đây là thủ phủ cũng là thành phố cùng tên Vijaya mà trong sách sử của người Việt gọi là Chà Bàn (thời Lê) mà sách sử Việt viết nhầm thành Đồ Bàn [37] nằm ở gần thành phố Quy Nhơn thuộc tỉnh Bình Định ngày nay. Địa khu này bao gồm toàn bộ khu vực tỉnh Bình Định và một phần tỉnh Quảng Ngãi ngày nay.
- Kauthara (757 - 1653): Thủ phủ là thành phố Kauthara, nay là Nha Trang thuộc tỉnh Khánh Hòa. Địa khu này bao gồm hai tỉnh mà ngày nay là Khánh Hòa và Phú Yên
- Panduranga (757 - 1832): Thủ phủ là thành phố Panduranga ngày nay là thành phố Phan Rang – Tháp Chàm thuộc tỉnh Ninh Thuận, địa danh Phan Rang có nguồn gốc từ tên địa khu này.[38] Địa khu Panduranga bao gồm hai tỉnh mà ngày nay là Ninh Thuận và Bình Thuận. Panduranga cũng là lãnh thổ Champa cuối cùng bị Đại Việt sáp nhập. Dưới thời các chúa Nguyễn cũng như đầu thời Nguyễn được gọi là Thuận Thành.

## Văn hóa nghệ thuật
Văn hóa Ấn Độ, Campuchia và Java đều có ảnh hưởng đến văn hóa Chăm Pa. Từ thế kỷ 4 vương quốc Phù Nam ở Campuchia và miền Nam Việt Nam ngày nay đã truyền bá văn minh Ấn Độ vào xã hội Chăm. Tiếng Phạn trở thành ngôn ngữ học thuật, và Ấn giáo, đặc biệt là Shiva giáo, trở thành quốc giáo. Từ thế kỷ 10, các thương nhân Ả Rập đã mang tôn giáo và văn hóa đạo Hồi vào khu vực. Chăm Pa có vai trò trung chuyển quan trọng trên con đường hồ tiêu từ vịnh Pec-xich tới miền nam Trung quốc và sau này là con đường thương mại trên biển của người Ả Rập, xuất phát từ bán đảo Đông Dương - nơi xuất khẩu trầm hương. Mặc dù giữa Chăm Pa và đế quốc Khmer luôn có chiến tranh, nhưng thương mại và văn hóa vẫn được giao lưu về cả hai phía. Hoàng gia của hai vương quốc cũng thường xuyên lấy lẫn nhau. Chăm Pa còn có quan hệ thương mại và văn hóa với các đế quốc hùng mạnh trên biển như Srivijaya và sau này với Majapahit trên bán đảo Mã Lai.

### Tôn giáo, tín ngưỡng

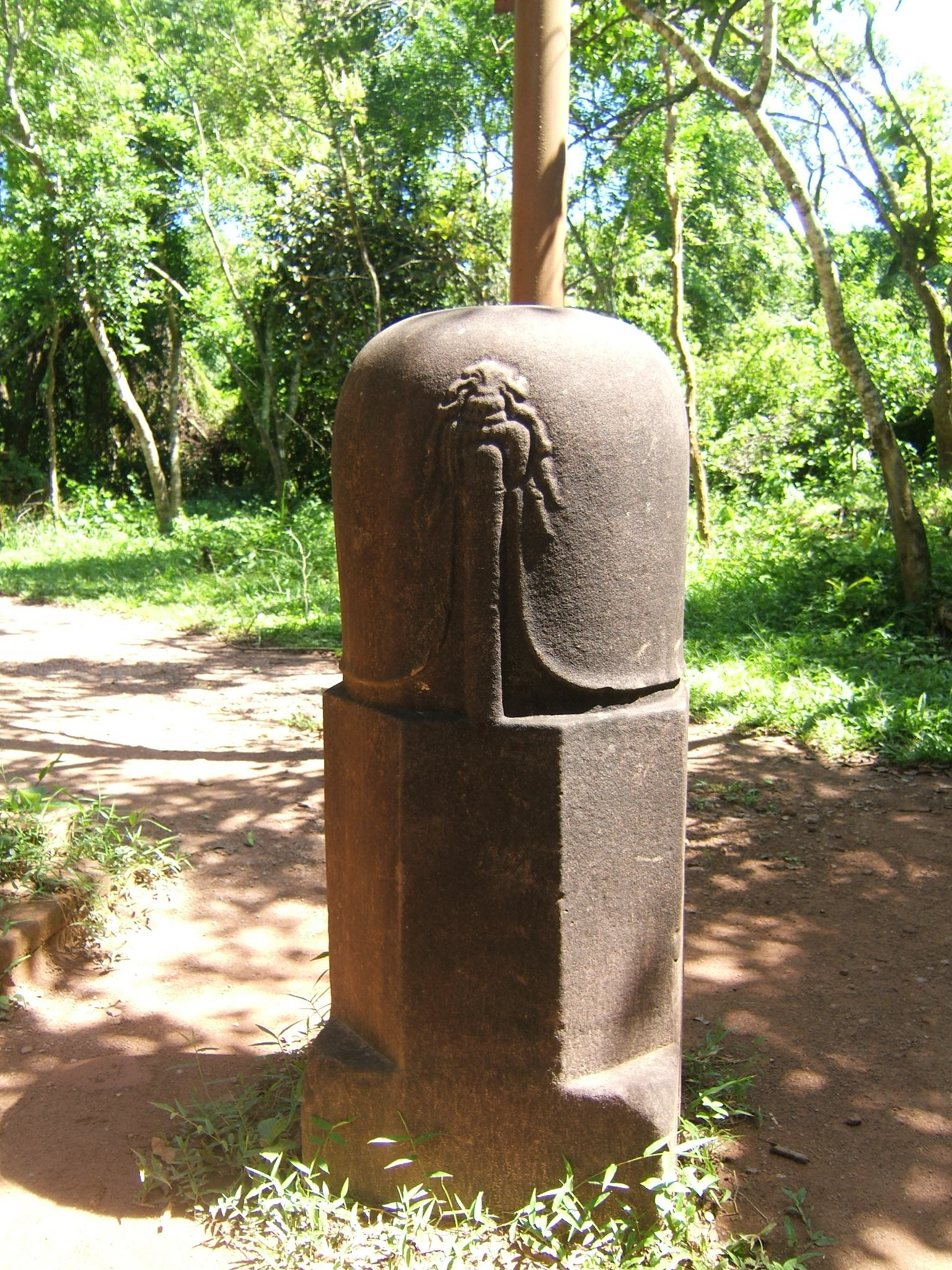
Một jatalinga phân tầng vào thế kỷ 10 ở thánh địa Mỹ Sơn.

Trước khi bị vua Lê Thánh Tông chinh phục năm 1311, tôn giáo chính của người Chăm là Ấn Độ giáo, và nền văn hóa Chăm cũng chịu ảnh hưởng sâu sắc của văn minh Ấn Độ. Ấn Độ giáo ở Chăm Pa chủ yếu là Shiva giáo, tức là đạo thờ thần Shiva, và có ảnh hưởng của các yếu tố tôn giáo bản địa như thờ nữ thần Đất Yan Po Nagar. Biểu tượng chính của tôn giáo Shiva của người Chăm là linga, mukhalinga, jatalinga, linga chia tầng và kosa.
- Linga (hay còn gọi là lingam) là một cột trụ có hình dương vật đại diện cho Shiva. Các vua Chăm thường xuyên dựng và cúng các linga bằng đá để thờ ở trung tâm các đền tháp của hoàng gia. Tên mà vua Chăm đặt cho một linga sẽ bao gồm tên của nhà vua và đuôi "-esvara," tức là Shiva[40].
- Mukhalinga là một linga mà trên đó có vẽ hoặc chạm hình ảnh Shiva dưới dạng hình người hay hình khuôn mặt.
- Jatalinga là một linga mà trên đó chạm phong cách điển hình của Shiva là kiểu tóc búi.
- Linga phân tầng là một cột linga chia làm ba phần đại diện cho ba thể (trimurti) của thượng đế trong Ấn giáo: phần dưới cùng, là một khối hình lập phương, tượng trưng cho Brahma; phần ở giữa, là một hình lăng trụ tám mặt, đại diện cho Vishnu; và phần trên cùng, có hình tròn, đại diện cho Shiva.
- Kosa là một khối kim loại hình trụ được sử dụng để che phủ cho linga. Việc hiến tế một kosa để trang trí cho linga là một nét đặc trung độc đáo của đạo Shiva của người Chăm. Các vua Chăm thường đặt tên cho các kosa đặc biệt cũng theo cách họ tự đặt tên cho các linga[41].

Việc Ấn giáo là một tôn giáo chiếm ưu thế của người Chăm bị gián đoạn từ thế kỷ 9 đến thế kỷ 10 khi triều đại Indrapura (Đồng Dương ở tỉnh Quảng Nam ngày nay) theo Phật giáo Đại thừa. Phong cách nghệ thuật Phật giáo Chăm Pa thời Đồng Dương được công nhận là một trong những phong cách độc đáo.
Trong thế kỷ 10 và các thế kỷ sau, Ấn Độ giáo lại trở thành tôn giáo chính của Chăm Pa. Một số nơi vẫn còn lưu giữ những công trình tôn giáo và cũng là các công trình kiến trúc và nghệ thuật của thời kỳ này như Mỹ Sơn, Khương Mỹ, Trà Kiệu, Chánh Lộ và Tháp Mẫm.
Hồi giáo bắt đầu xâm nhập vào Chăm Pa từ sau thế kỷ 10, nhưng chỉ sau năm 1471 thì ảnh hưởng của Hồi giáo mới rõ nét. Vào thế kỷ 17 thì hoàng gia Chăm đã theo đạo Hồi và cũng từ đó phần lớn người Chăm bắt đầu theo đạo này, và khi vùng đất này bị sáp nhập vào Việt Nam thì phần lớn người Chăm ở đây đã theo đạo Hồi (xem  Chăm Bani). Phần lớn người Chăm đều là người Hồi giáo và cũng giống như người Java ở Indonesia, họ còn chịu nhiều ảnh hưởng của Ấn giáo. Các văn bản của Indonesia còn ghi lại câu chuyện công chúa Darawati, một công chúa Chăm đã ảnh hưởng đến chồng là Kertawijaya, người cai trị đời thứ bảy của Majapahit, tương tự như câu chuyện với Parameshwara, người đã cải đạo Hồi cho hoàng gia Majapahit. Ngôi mộ của Putri Champa (công chúa Chăm) vẫn còn thấy ở Trowulan, nơi xưa kia là kinh đô của Majapahit.

### Kiến trúc, điêu khắc

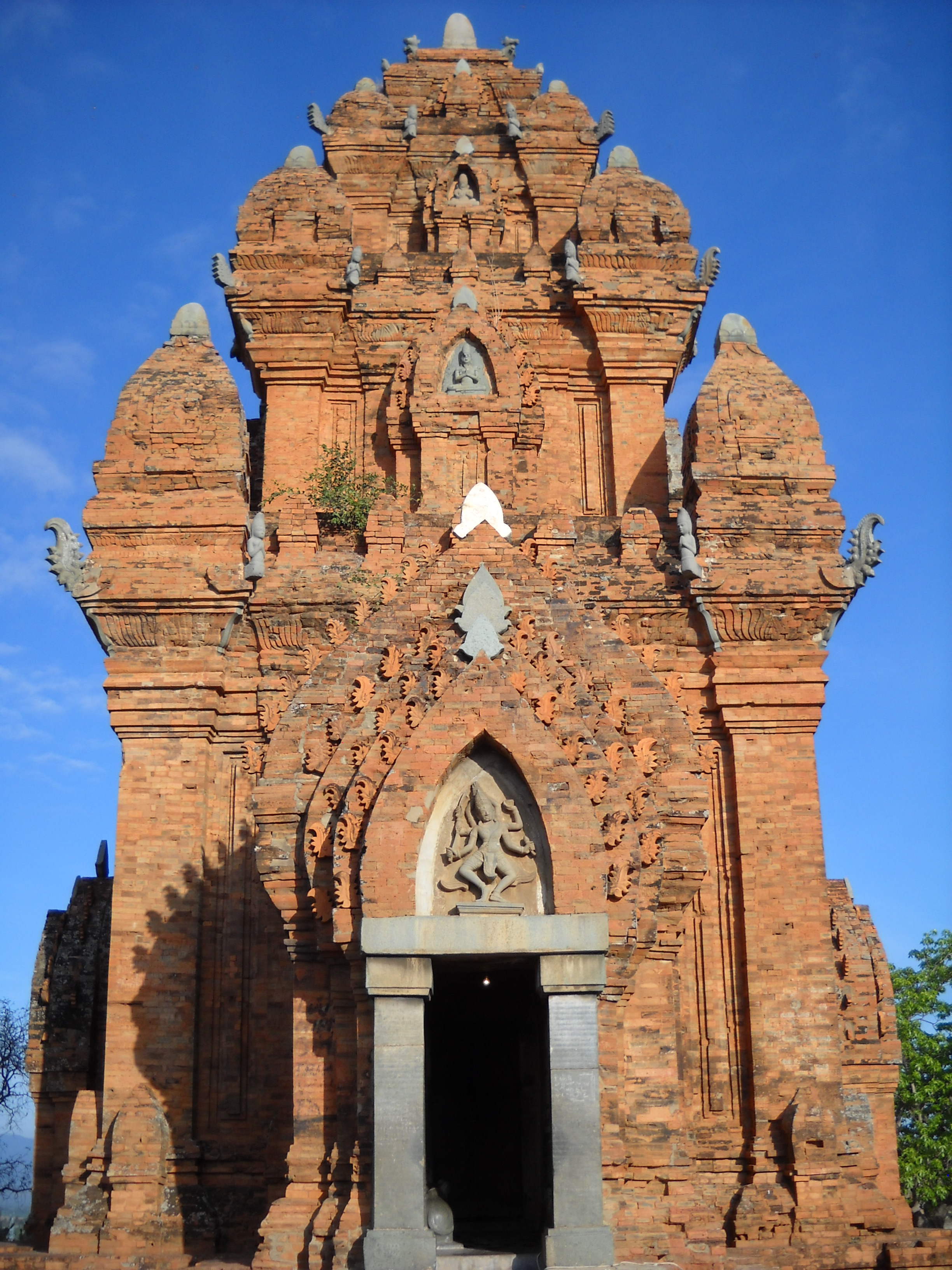
Kiến trúc và điêu khắc ở thân tháp Po Klong Garai trong thế kỷ 13

Kiến trúc Chăm Pa được phân tích qua các tháp Chăm thờ các vị thần Ấn Độ giáo và các vị vua Chăm được hóa thần còn sót lại cũng như dấu tích của các tòa thành cổ, tu viện phật giáo thời Indrapura. Về phong cách kiến trúc điêu khắc các tháp được các nhà nghiên cứu thường chia ra làm nhiều thời kỳ, mỗi một thời kỳ có những thay đổi khác nhau, dấu ấn riêng biệt của người Chăm là kỹ thuật làm gạch kết dính để xây tháp và chạm trổ trên đá.
Cùng với nền điêu khắc của người Khmer và người Java, nền điêu khắc Chăm Pa là một trong ba nền điêu khắc chịu ảnh hưởng của Ấn Độ đạt tới tầm cỡ thế giới. Tuy ảnh hưởng nhiều từ nền điêu khắc Ấn Độ, Java và Khmer nhưng điêu khắc Chăm Pa vẫn có những tính độc đáo riêng. Xu thế hướng tới tượng tròn của hầu như tất cả các hình chạm khắc dưới dạng phù điêu, trong điêu khắc Chăm Pa rất ít có khung cảnh chung mà nhấn mạnh vào từng hình tượng, ví dụ như bức phù điêu tiên nữ Apsara đang múa được tìm thấy ở Trà Kiệu thể hiện bàn tay to, cánh tay cong. Chính vì thế nghệ thuật điêu khắc của Chăm Pa mang tính ấn tượng nhiều hơn là tả thực, tính ấn tượng có thể nói là đặc điểm quan trọng tạo nên vẻ đẹp độc đáo của nghệ thuật điêu khắc cổ Chăm Pa.

### Chữ viết, bia ký

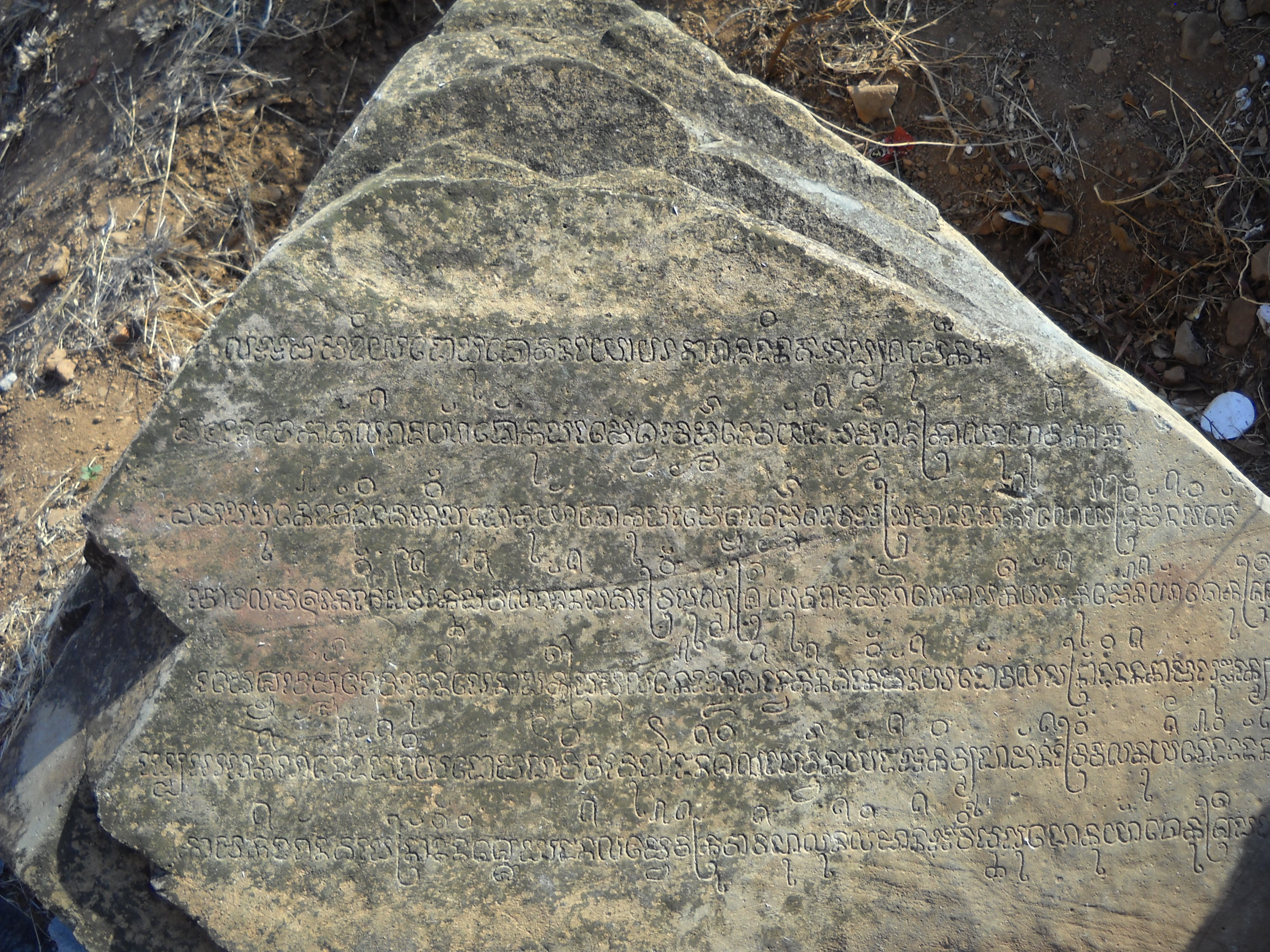
Bia ký chữ Phạn-Chăm cổ ở Phan Rang

Văn hóa Ấn Độ ảnh hưởng vào Chăm Pa từ những thời kỳ đầu, dẫn tới các trước tác về luật pháp, chính trị xã hội đều có mặt ở Chăm Pa, được các vua chúa Chăm áp dụng và ưa thích. Chữ bắc Phạn (Sanskrit) đã được người Chăm tiếp thu từ những thế kỷ đầu công nguyên, các chữ viết trên bia Võ Cạnh ở thế kỷ 3 với cách viết rất gần với kiểu viết của các bia ký vùng Amaravati ở Nam Ấn Độ, tuy nhiên chữ viết của Chăm Pa trong hơn 10 thế kỷ tồn tại của mình cũng liên tục thay đổi tương ứng với những thời kỳ ảnh hưởng từ các vùng khác nhau ở Ấn Độ, từ thế kỷ 6 đến thế kỷ 8, chữ Phạn ở Chăm Pa có dạng tự vuông của vùng bắc Ấn, nhưng từ thế kỷ 9 trở đi chữ Phạn ở Chăm Pa lại có dạng tự tròn của vùng nam Ấn, có thể nhận định Chăm Pa là quốc gia đầu tiên có chữ viết sớm nhất Đông Nam Á. Xuất phát từ dạng tự của chữ Phạn, người Chăm đã bỏ các phụ ghi âm vốn không có trong tiếng Chăm và một số ký hiệu mới được bổ sung thành một dạng chữ Phạn-Champa, theo các nhà nghiên cứu tiếng Chăm có 65 ký hiệu và 24 chân ngữ bắt nguồn từ hệ thống chữ thảo (Akhar Thrah) của Ấn Độ.
Theo thống kê của các học giả người Pháp vào năm 1923, số bia ký Chăm đã được biết là 170, tất cả các bia ký Chăm đều được khắc lên đá thành những tấm bia to và đẹp và một số bia ký khác được khắc lên tường của các tháp Chăm. Các văn bia cổ Chăm Pa là những văn bản gần như duy nhất thể hiện ý tưởng của các vị vua và triều đình, trong số 123 bia ký có thể hiểu được nội dung thì 92 bia nói về Shiva giáo, 5 bia về thần Brahma, 3 bia về thần Visnu, 7 bia về đức Phật và 21 bia không rõ tính tôn giáo.

### Văn học, ghi chép
Do chịu nhiều ảnh hưởng sâu sắc văn hóa Ấn Độ cho nên ý nghĩa văn chương được thể hiện trong các bia ký, các tác giả bia ký cố gắng dùng lời lẽ văn hoa, nhiều điển tích và ẩn dụ của văn học Ấn Độ để thể hiện ý tưởng của mình, vì thế mà văn bia Chăm Pa là một mảng quan trọng nhất của văn học Chăm Pa, các bia ký Chăm Pa bằng chữ Phạn được viết chủ yếu theo những thể thơ của Ấn Độ, văn học Ấn Độ qua hình thức truyền khẩu trong dân gian chắc cũng có mặt ở Chăm Pa, điều này được thế hiện qua việc người Chăm dựng đền thờ Rsi Valmiki, người được coi là tác giả của sử thi Ramayana cũng như các bức phù điêu thể hiện các nhân vật có trong sử thi Ramayana như chàng Rama, nàng Sita. Ngoài bộ sử thi Ramayana, các bộ sử thi khác của Ấn Độ cũng được phổ biến ở Chăm Pa như bộ Mahabharata và thậm chí là truyện ngụ ngôn Ấn Độ qua bộ Bhagavata.
Theo ghi chép của Mã Đoan một thông ngôn của Trịnh Hòa (nhà Minh, Trung Quốc) đến Vijaya vào đầu thế kỷ 15 - khoảng năm 1413 được thể hiện trong cuốn sách sau này của ông là Ying-yai Sheng-lan (Doanh nhai thắng lãm), thì văn bản ghi chép trong xã hội Chăm Pa thời kỳ này được miêu tả: 
Về việc viết chữ, họ không có giấy hay bút, họ dùng [hoặc] da dê kéo mỏng hay vỏ cây hun khói đen, và họ gấp nó lại thành hình một quyển kinh sách, [trong đó], với phấn trắng, họ viết chữ để ghi lại thành tài liệu lưu trữ.

### Âm nhạc, ca múa

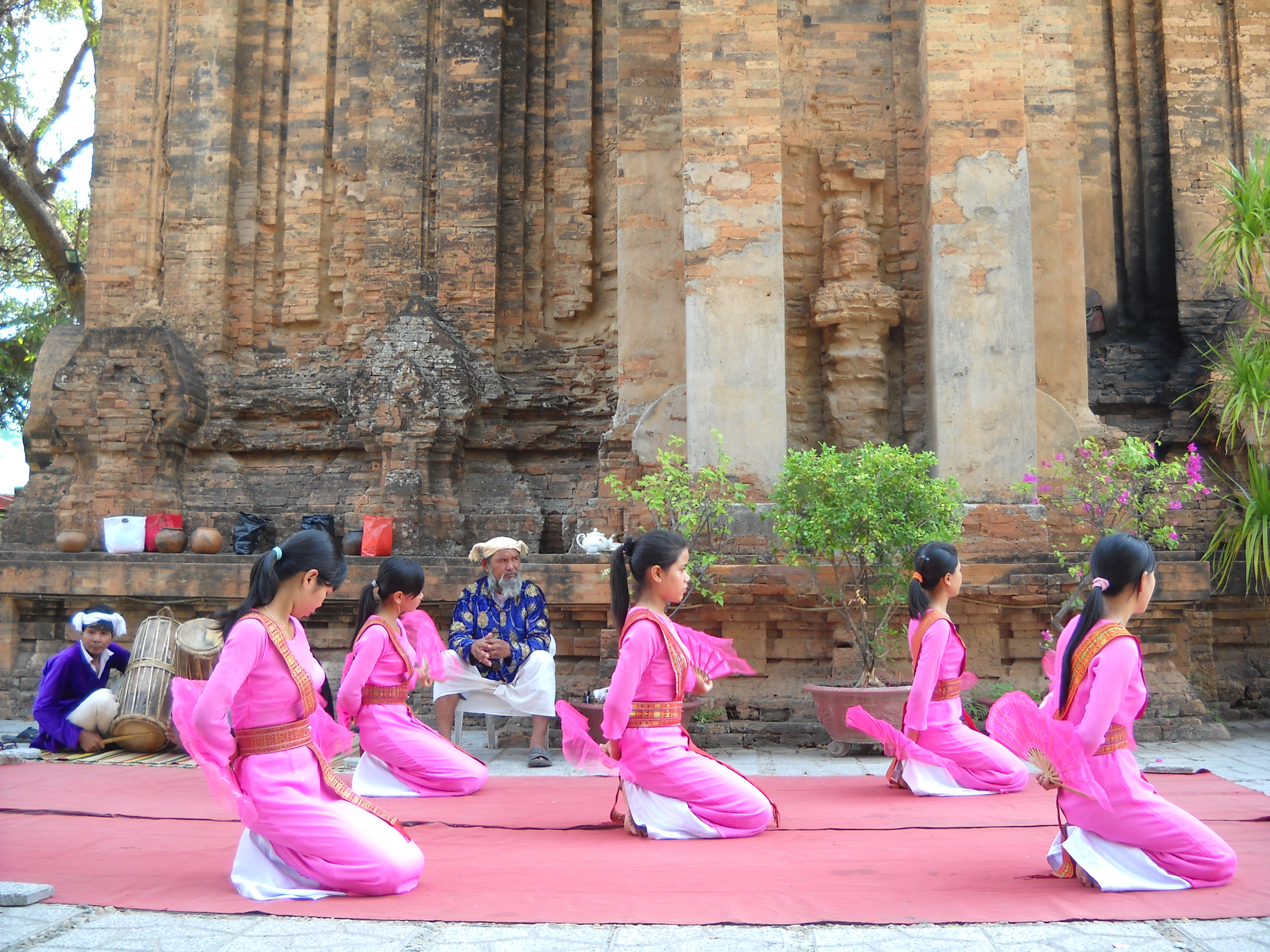
Các cô gái Chăm trong đội vũ công Phan Rang

Âm nhạc và ca múa có vai trò rất quan trọng trong đời sống tinh thần của người Chăm, ở các tín ngưỡng như lễ năm mới Rija Nagar, lễ Kate vào tháng 7 Chăm lịch, lễ cầu đảo, lễ mở cửa tháp. Việc dùng các hình thức nhạc cụ tùy thuộc vào tính chất các buổi lễ và các hình thức sinh hoạt khác nhau. Trống Baranâng và trống gineng là loại trống tiêu biểu cho nhạc cụ gõ của người Chăm. Trong nhạc cụ hơi, chiếc kèn Saranai có vị trí đặc biệt. Múa là loại hình nghệ thuật gắn bó với người Chăm như hình với bóng rất phong phú và độc đáo, người Chăm có các điệu múa khác nhau như: múa sinh hoạt, múa tôn giáo, múa tập thể, múa độc diễn, múa đạo cụ và múa bóng. Nhiều tiết mục nghệ thuật đã trở nên nổi tiếng như các điệu múa "Trống hội Plei Chăm"; "Siva"; "Tình làng gốm". Nhiều bài hát nổi bật như "Làng Chăm ơn Bác", "Tiếng trống hội Katê"; "Tháp nắng", "Chiếc nhẫn mưta", "Miền đất Panduranga", "Giấc mơ Chapi"...

## Tổ chức xã hội
Cho đến nay, các công trình nghiên cứu dân tộc học và điền dã cũng như tổng quan các nghiên cứu về xã hội người Chăm đều tập trung vào người Chăm hiện đại. Đến nay chưa có một công trình nghiên cứu lịch sử nào, nhất là các công trình dựa trên khảo cứu văn bia hay văn tịch cổ của người Chăm cho ra các kết luận khách quan có chứng cứ về xã hội Chăm Pa cổ, tuy nhiên từ những sử liệu, bia ký rời rạc chúng ta có thể điểm được một số yếu tố trong tổ chức xã hội Chăm Pa.

### Luật pháp
Các bia ký và các tác phẩm điêu khắc không thể hiện cho thấy bất kỳ một thiết chế luật pháp nào, tuy nhiên qua ghi chép của Mã Đoan tới đây vào đầu thế kỷ 15 có thể cho chúng ta thấy một phần nào về luật pháp của Chăm Pa thời kỳ đó:
Về các tội bị trừng phạt ở xứ sở này:
- Đối với các tội nhẹ, họ dùng việc đánh vào lưng bằng một sợi mây.
- Đối với các tội nặng, họ cắt mũi.
- Đối với tội cướp, họ chặt tay.
- Đối với tội ngoại tình, đàn ông và đàn bà bị khắc lên mặt sao cho thành vết sẹo.

### Hệ thống đẳng cấp
Một số nghiên cứu dựa trên nền văn hóa Ấn hóa của người Chăm đều trình bày xã hội dưới dạng các đẳng cấp (caste) trong kinh Vệ Đà trước khi đi vào khảo cứu các di tích văn hóa nghệ thuật Chăm Pa còn lại. Theo đó, xã hội Vệ Đà có bốn đẳng cấp, đứng đầu là đẳng cấp giáo sĩ Brahman chuyên về thờ cúng, tiếp theo là đẳng cấp Ksatria tức chiến binh có nhiệm vụ bảo vệ các đẳng cấp kia. Các học giả hiện đại theo xu hướng nghiên cứu thực chứng đã tỏ ra dè dặt hơn và không đề cập gì từ phương diện nghiên cứu sử học, nhất là từ các tài liệu văn bia về cơ cấu xã hội của Chăm Pa cổ. Các sự kiện lịch sử, như việc Lưu Kế Tông, một người Việt chứ không phải người Chăm làm vua Chăm Pa cho dù chỉ có ba năm (983-986) rồi bị người Chăm đoạt lại vương vị cũng chứng tỏ cơ cấu xã hội Chăm Pa cổ phức tạp hơn trong kinh Vệ Đà nhiều. Tóm lại, việc xem xã hội Chăm Pa cổ là xã hội Vệ Đà với bốn đẳng cấp như ở Ấn Độ cổ (hay năm đẳng cấp với đẳng cấp thứ năm là ngoại nhân) cần được nhìn nhận rất thận trọng vì chưa có công trình nghiên cứu nào từ cứ liệu văn khắc Chăm cổ chứng minh.

### Chế độ mẫu hệ
Nhiều học giả trong nước trên cơ sở nghiên cứu chế độ mẫu hệ vẫn còn tồn tại của người Chăm hiện nay và trên cơ sở nghiên cứu cụ thể các cặp linga-yoni, đặc biệt là linga phân tầng, cả linga phân làm ba tầng thể trimutri (ba thể của Thượng đế) và hai tầng (linga và yoni - âm và dương) được đặt trên bệ đá hình vuông có khe để nước chảy thoát ra chính là yoni được đặt bên dưới linga, thì cho rằng ở xã hội Chăm cổ vai trò của người phụ nữ trong xã hội cũng rất to lớn. Tuy nhiên, cũng giống như ở trên, đấy mới chỉ là một suy luận chứ chưa có các tài liệu văn bia chứng minh và chưa có công trình nghiên cứu lịch sử dựa trên các văn khắc Chăm cổ nào đề cập đến việc này.

## Thể chế chính trị

### Nền quân chủ

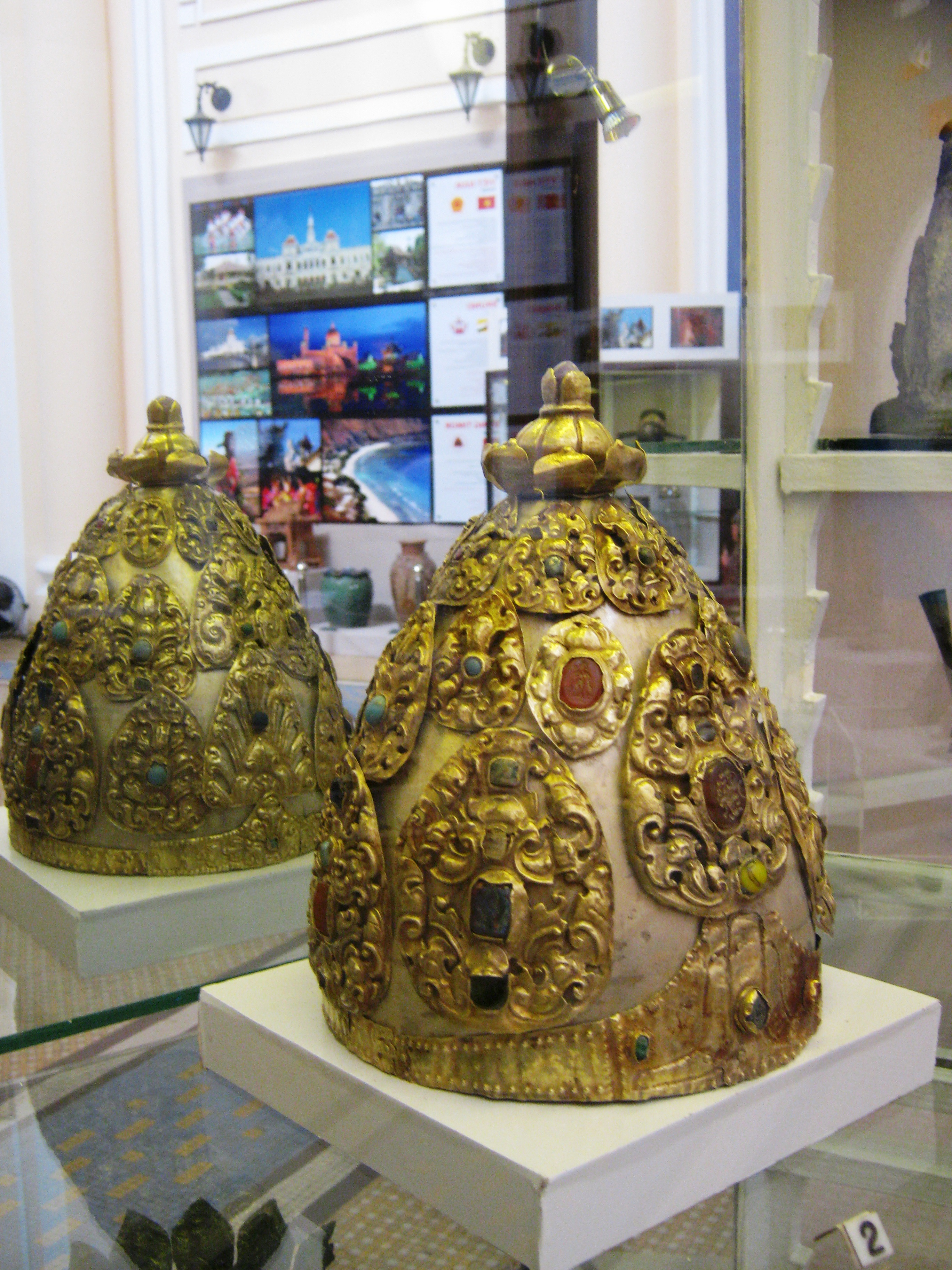
Mão vàng Chăm Pa, được tạo tác trong khoảng thế kỷ 7 – 8

Vương quốc Chăm Pa bị diệt vong, di tích để lại cũng như những ghi chép từ sử liệu không đủ để xác định tất cả các đời vua và các thông tin chi tiết về năm cai trị của tất cả các vua. Các nhà nghiên cứu căn cứ vào nhiều nguồn tài liệu, trong đó có cả các bia khảo cổ, di tích của người Chăm, tới nay xác định được khoảng 10 triều đại với gần 100 vị vua Chăm Pa.
Một số vua Chăm Pa được gọi tên phiên âm theo tiếng Hán, theo cách gọi của các thư tịch cổ của Việt Nam và Trung Quốc. Một số vị có tên Chăm được phục hồi qua đối chiếu tên bằng tiếng Phạn và tiếng Hán, như Cambhuvarman tức Phạm Phan Chí hoặc Kandharpadjarma tức Phạm Đầu Lê..., do được xuất hiện trong cả bi ký Chăm và thư tịch Hán.

### Hệ thống Mandaladasia
Các học giả hiện đại quan niệm thể chế chính trị và hành chính của vương quốc Chăm Pa theo hai thuyết đối lập nhau. Mặc dù các học giả đều thống nhất việc vương quốc Chăm Pa bị chia nhỏ thành bốn địa khu (Panduranga, Kauthara, Vijaya, Amaravati) chạy từ nam lên bắc dọc theo bờ biển Việt Nam ngày nay và được thống nhất bởi ngôn ngữ, văn hóa và di sản chung. Tuy nhiên, các học giả không thống nhất việc các địa khu này có cùng thuộc một thực thể chính trị đơn nhất, hay là các địa khu hoàn toàn độc lập với nhau như là các tiểu quốc. Nhiều tác giả quan niệm Chăm Pa là một liên bang bao gồm nhiều tiểu quốc, tuy có chính quyền trung ương thống nhất nhưng các tiểu vương hoàn toàn tự quyết cai trị tiểu quốc của mình. Một thực tế là không phải lúc nào các tài liệu lịch sử cũng phong phú đối với mỗi địa khu ở tất cả các giai đoạn. Ví dụ, vào thế kỷ 10, tài liệu về Indrapura rất phong phú trong khi ở thế kỷ 12 lại rất giàu tài liệu về Vijaya; còn sau thế kỷ 15 thì tài liệu về Panduranga rất phong phú. Một số học giả xem việc biến động của các tài liệu lịch sử trên là phản ánh việc di dời của thủ đô Chăm Pa và quan niệm Chăm Pa nếu không phải là một thể chế chính trị đơn nhất thì cũng là một liên bang các tiểu quốc và việc tài liệu phong phú chính minh chứng cho điều này là thủ đô của Chăm Pa. Các học giả nhận thấy, thế kỷ 10 tài liệu về Indrapura rất phong phú, có lẽ xuất phát từ lý do đây là thủ đô của Chăm Pa. Các học giả khác không nhất trí như vậy và cho rằng Chăm Pa chưa bao giờ là một quốc gia thống nhất và không cho rằng việc giàu cứ liệu ở một giai đoạn lịch sử là cơ sở để cho rằng đó là thủ đô của quốc gia thống nhất.

## Kinh tế
Trong khi có nhiều công trình nghiên cứu về đời sống, hoạt động kinh tế và cơ cấu, tổ chức và các mặt khác nhau của người Chăm hiện đại thì chưa có những công trình nghiên cứu như vậy cho vương quốc Chăm Pa cổ. Lý do cũng thật dễ nhận thấy vì những gì thuộc về thượng tầng kiến trúc là những thứ khó còn lại với thời gian và sử liệu về một vương quốc có thời đã dựng nền những đền tháp rực rỡ chạy dài suốt ven biển miền Trung Việt Nam ngày nay cũng chỉ còn qua các phế tích.
Qua các công trình nghiên cứu lịch sử, các tác giả cho rằng nền kinh tế Chăm Pa xưa chủ yếu dựa vào các hoạt động nông nghiệp, sản xuất đồ thủ công và thương mại. Các dấu vết còn lại ở miền Trung Việt Nam của những hệ thống thủy lợi phức tạp và những giống lúa có chất lượng cao đặc trưng riêng của miền Trung được xem là các bằng chứng của một nền kinh tế nông nghiệp trồng lúa nước đã phát triển cao.
Vương quốc Chăm Pa xưa có được vị trí thuận lợi cho sự phát triển thương mại đường biển. Các cảng biển của vương quốc là những điểm trung chuyển giao lưu hàng hóa quốc tế cũng như để xuất khẩu các sản phẩm chủ yếu từ khai thác rừng ở miền thượng của các đồng bằng ven biển và Tây Nguyên. Từ thế kỷ 10, các cảng của Chăm Pa đã được biết đến như là những thương cảng quan trọng trên Biển Đông, nằm trên hành trình thương mại đường biển giữa phương Đông và phương Tây vẫn được gọi là "Con đường tơ lụa trên biển". Các sản phẩm xuất cảng của Chăm Pa là sản phẩm của sản xuất đồ thủ công như các đồ gốm sứ, đất nung và cả các sản phẩm khai thác miền rừng như sừng tê, ngà voi, và đặc biệt là trầm hương, và cả của hoạt động khai thác tổ yến trên các đảo ngoài khơi.
Về phương tiện thanh toán trong giao dịch thương mại, Theo ghi chép của Mã Đoan một thông ngôn của Trịnh Hòa (nhà Minh, Trung Quốc) đến Vijaya vào đầu thế kỷ 15 - khoảng năm 1413 được thể hiện trong cuốn sách sau này của ông là Ying-yai Sheng-lan (Doanh nhai thắng lãm), thì giao dịch thời kỳ này được miêu tả: 
Trong giao dịch mua bán, họ hiện dùng vàng nhạt màu, non tuổi, có độ [ròng] bảy mười phần trăm, hoặc [họ dùng] bạc.

## Dân tộc dân cư

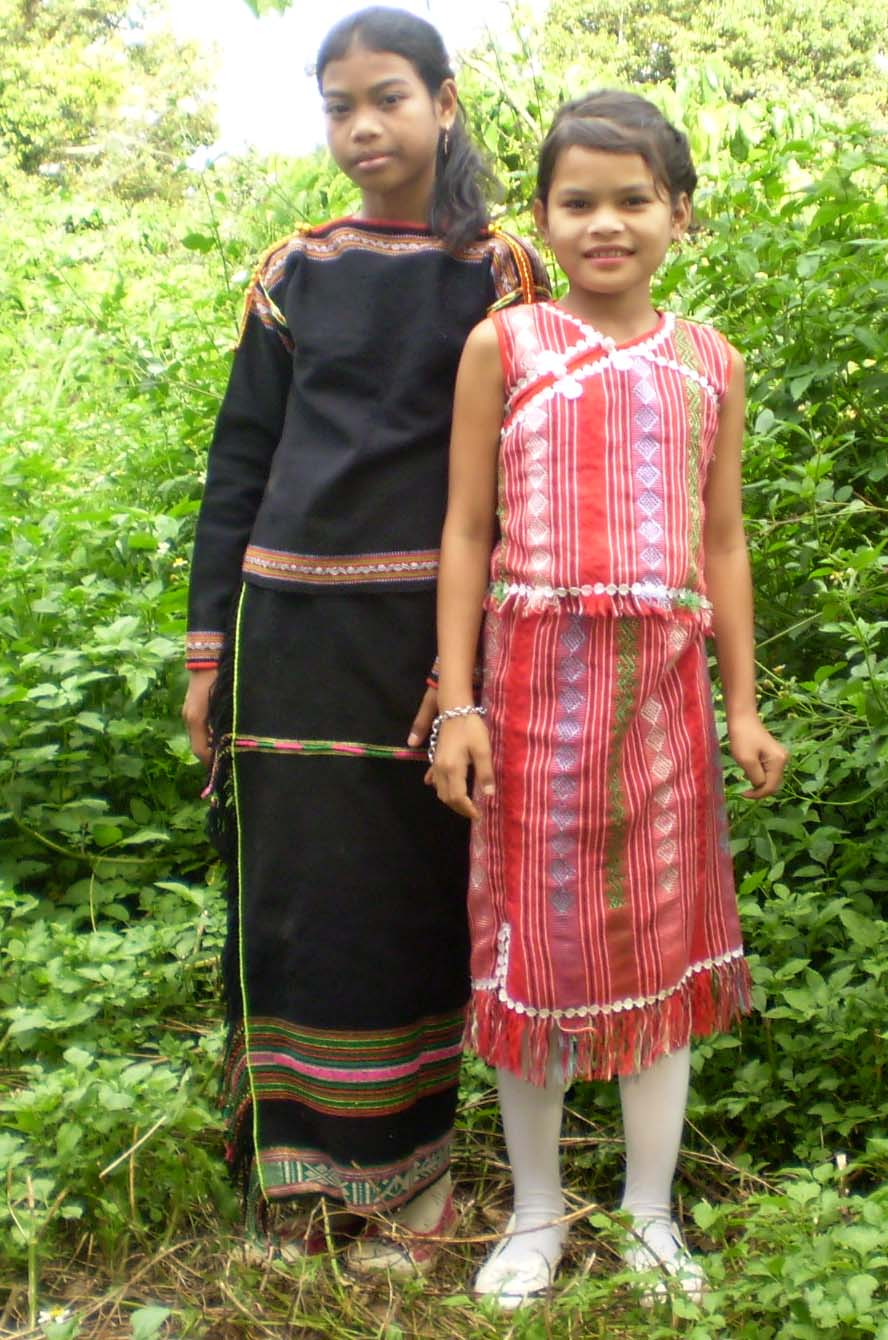
Thiếu nhi người Ê Đê tại Buôn Ma Thuột. Người Ê Đê trong bia ký Chăm Pa gọi là Rang Đê là tên gọi chung cho người Eđê và Jarai vốn từng là một trong những cư dân quan trọng của Vương Quốc Chămpa thuộc tiểu quốc Vijaya miền Bắc Chămpa.

Người Chăm trong thời vương quốc Chăm Pa lịch sử bao gồm hai bộ tộc chính là bộ tộc Dừa (Narikelavamsa) và Cau (Kramukavamsa). Bộ tộc Dừa sống ở Amaravati và Vijaya trong khi bộ tộc Cau sống ở Kauthara và Pandaranga. Hai bộ tộc có những cách sinh hoạt và trang phục khác nhau và có nhiều lợi ích xung đột dẫn đến tranh chấp thậm chí chiến tranh. Nhưng trong lịch sử vương quốc Chăm Pa các mối xung đột này thường được giải quyết để duy trì sự thống nhất của đất nước thông qua hôn nhân.
Bên cạnh người Chăm, chủ nhân vương quốc Chăm Pa xưa còn có cả các tộc người thiểu số gốc Nam Đảo và Mon-Khmer và ở phía Bắc Chăm Pa còn có cả người Việt.

## Di sản ngày nay
Rất nhiều tháp cổ của người Chăm vẫn còn ở miền Trung Việt Nam. Một điển hình về kiến trúc là thánh địa Mỹ Sơn gần Hội An. Thánh địa Mỹ Sơn bị bom Mỹ hủy hoại nặng nề trong chiến tranh nhưng đã được phục chế lại sau chiến tranh từ thập niên 1980 với những đóng góp to lớn của kiến trúc sư Ba Lan Kazimierz Kwiatkowski (1944-1997). Năm 1999, thánh địa Mỹ Sơn được UNESCO công nhận là di sản văn hóa thế giới.
Ngoài ra còn có các di tích tháp Chăm ở miền Trung vẫn được cộng đồng người Chăm hiện nay sử dụng để thờ tự như:
- Tháp Nhạn (Phú Yên)
- Tháp Po Inâ Nagar (Khánh Hòa)
- Tháp Po Klaong Garai (Ninh Thuận)
- Tháp Po Rome (Ninh Thuận)
- Tháp Po Shah Inâ (Bình Thuận)

Các hiện vật điêu khắc Chăm phong phú nhất có tại Bảo tàng Chăm Đà Nẵng (trước đây là "Musée Henri Parmentier") ở thành phố biển Đà Nẵng. Viện bảo tàng được thành lập từ năm 1915 bởi học giả người Pháp và đến nay vẫn được xem là một trong những bảo tàng lớn ở Đông Nam Á. Các hiện vật Chăm cũng có mặt tại các viện bảo tàng khác như:
- Bảo tàng Mỹ thuật, Hà nội
- Bảo tàng Lịch sử, Hà nội
- Bảo tàng Mỹ thuật, TP HCM
- Bảo tàng Lịch sử, TP HCM
- Bảo tàng Guimet, Paris

## Ảnh

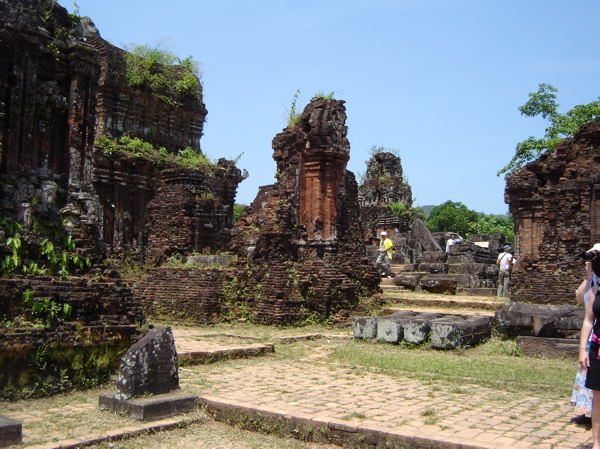
Thánh địa Mỹ Sơn
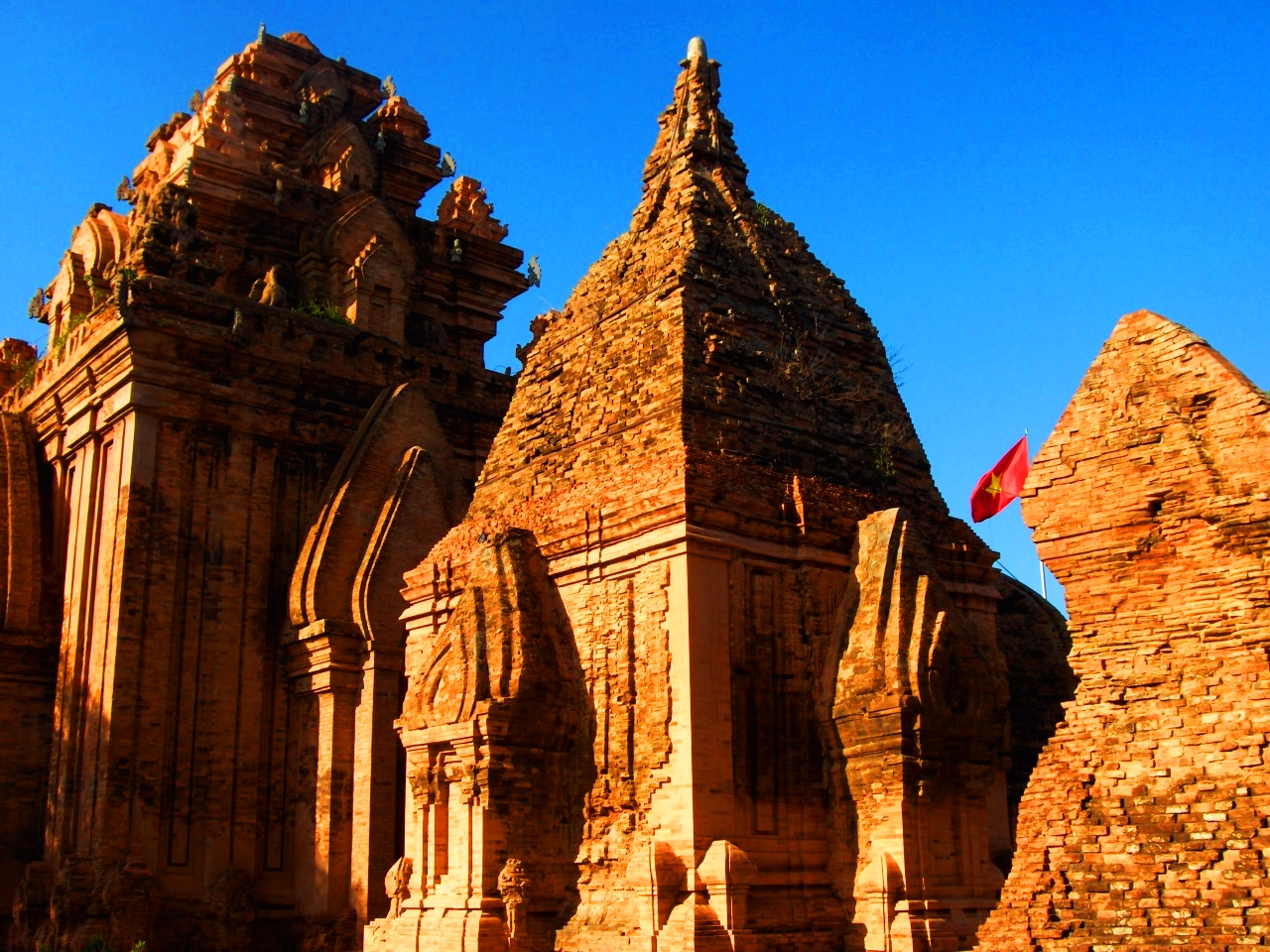
Tháp Po Inâ Nagar ở Nha Trang
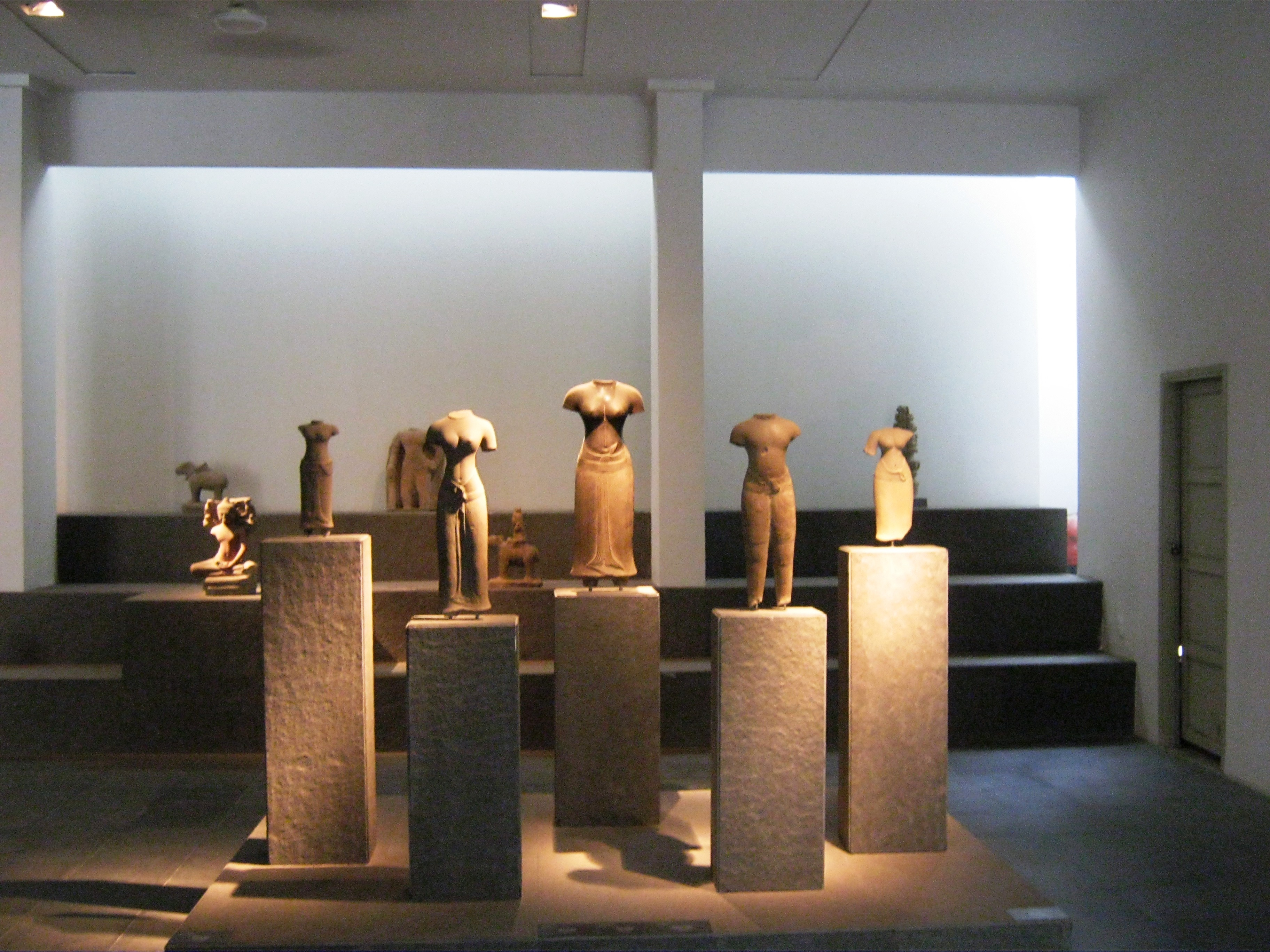
Tượng đá Chăm
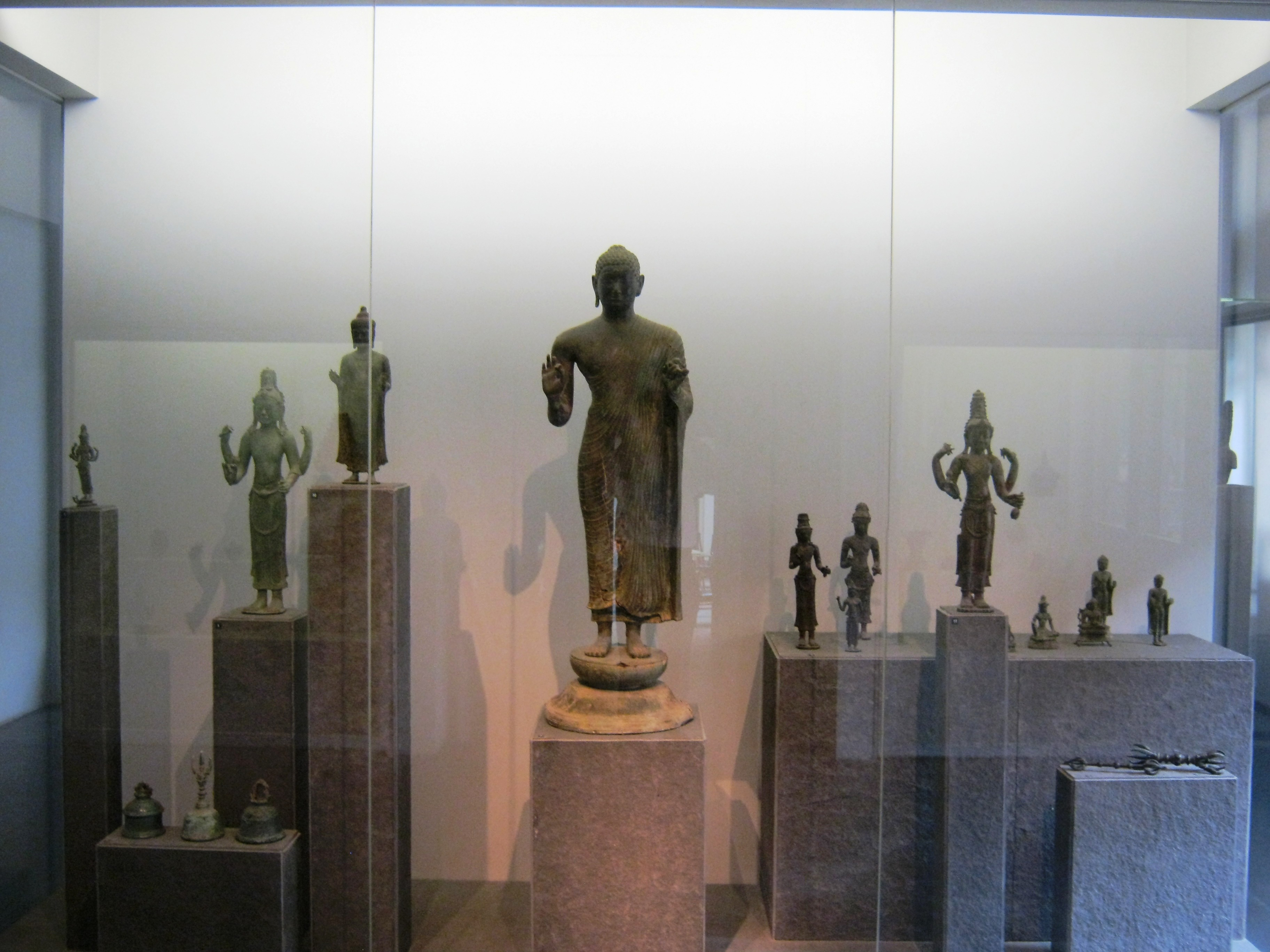
Tượng Phật bằng đồng được tạo tác trong khoảng thế kỷ 8 – 9
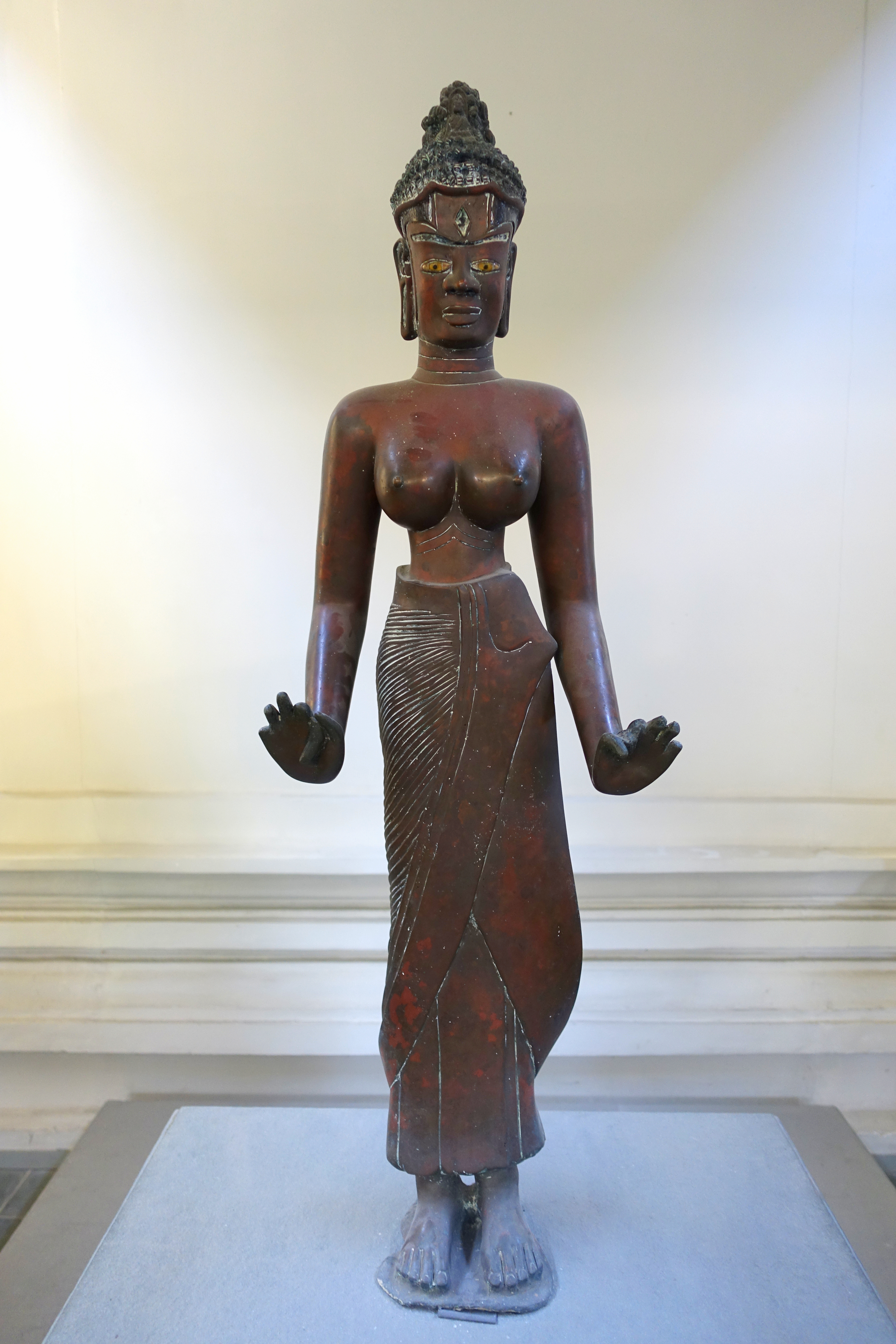
Phong cách Đồng Dương, thế kỷ 9-10. Bảo Tàng Chăm Đà Nẵng
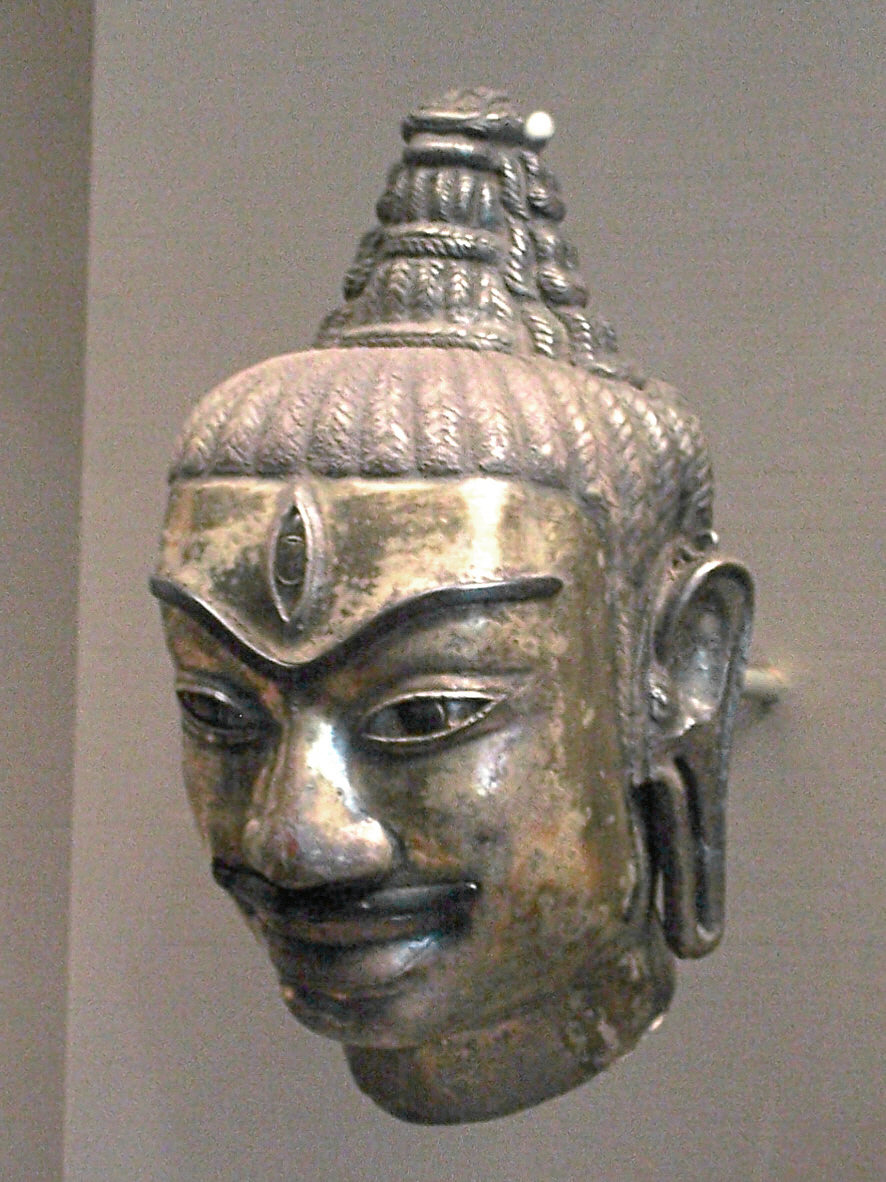
Đầu Shiva từ hợp kim electrum, thế kỷ 9. Bảo tàng Nghệ thuật Châu Á ở San Francisco
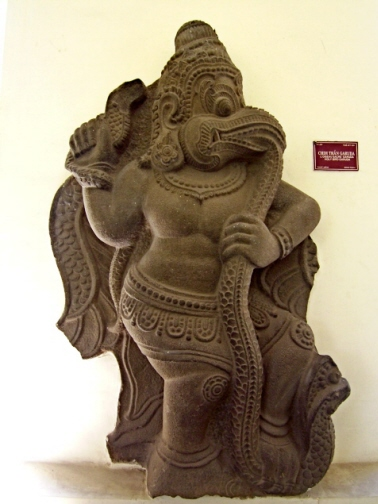
Garuda, thế kỷ 13